# IC 2448
IC 2448 – mgławica planetarna znajdująca się w gwiazdozbiorze Kila. Odkryła ją Williamina Fleming w 1898 roku. Mgławica ta jest oddalona o około 13 tysięcy lat świetlnych od Ziemi.